# Conferticium
Conferticium Hallenb. – rodzaj grzybów z rodziny skórnikowatych (Stereaceae). W Polsce występują 3 gatunki.

## Charakterystyka
Grzyby kortycjoidalne o owocnik rozproszonym, rozpostartym, błoniastym lub skórzastym i hymenoforze gładkim lub grudkowatym. System strzępkowy monomityczny, strzępki z prostymi przegrodami, cyjanofilne. W subhymenium strzępki ułożone pionowo, tworzące zwartą i gęstą strukturę pseudoparenchymatyczną. Gleocystydy liczne, cylindryczne, kręte. Podstawki maczugowate, 4-sterygmowe, z prostą przegrodą u podstawy. Są to podstawki typu repetobasidium, wewnętrznie powtórnie tworzące nowe zarodniki. Bazydiospory elipsoidalne, gładkie lub z fakturą na powierzchni, cienkościenne, amyloidalne, niecyjanofilne.
Conferticium zostało wydzielone z Gloeocystidiellum przez Erikssona i Ryvardena w 1976 r. na podstawie pseudoparenchymatycznego kontekstu, prostych przegród, gleocystyd, cyjanofilnych strzępek i podstawek typu repetobasidium.

## Systematyka i nazewnictwo
Pozycja w klasyfikacji według Index Fungorum: Stereaceae, Russulales, Incertae sedis, Agaricomycetes, Agaricomycotina, Basidiomycota, Fungi.
Takson ten utworzył Nils Hallenberg w 1980 r.
Gatunki
- Conferticium insidiosum (Bourdot & Galzin) Hallenb. 1980[2]
- Conferticium karstenii (Bourdot & Galzin) Hallenb. 1980 – tzw. woskobłonka różnozarodnikowa[4]
- Conferticium ochraceum (Fr.) Hallenb. 1980 – tzw. woskobłonka ochrowa[4]
- Conferticium ravum (Burt) Ginns & G.W. Freeman 1994

Nazwy naukowe na podstawie Index Fungorum. Nazwy polskie i wykaz gatunków polskich według W. Wojewody i innych.